# Kurtzenek
A kurtzenek (angolos írásmóddal: Kurtzen) a Csillagok háborúja elképzelt univerzumának egyik értelmes, emberszerű faja.

## Leírásuk
A kurtzenek sápadt, szőrzet nélküli emberszerű lények, akik a Bakura bolygó eredeti őslakosai. Átlagmagasságuk 1,5 méter, de vannak csak 1,2 méteresek és 1,7 méter magas egyedek is. Bőrszínük fehér és nincs rajtuk haj és szőr, emiatt egyesek fényeseknek néznek ki. Fejükön dudoros kinövések láthatók. Két kezük és két lábuk van, mindegyik végtagon öt-öt, körömben végződő ujj ül. Sok munka miatt a kezeiken dudoros kinövések alakulnak. Legfőbb táplálékuk a bolygó őshonos patás állatok húsa. Anyanyelvük a kurtzen nyelv, de könnyen megtanulják a galaktikus közös nyelvet is. A gyermekkori elhalálozás e faj körében igen nagy; a fejlett orvoslás bevezetése sem segít ebben. Ritka az a család, ahol több mint két gyermek éri el a felnőttkort. Az a kurtzen, amelyik betölti a 60 éves kort, már nagyon öregnek számít. Bő, lenge ruhákat viselnek, hogy testüket meg tudja érinteni az univerzális erő.

## Történetük
Ez a békés értelmes nép korábban kőkorszaki, nomád életmódot folytatott; törzsekbe és klánokba szerveződött. Azonban 150 BBY-ben e bolygóra megérkeztek az emberek. Az emberek megalapították a Bakur Mining Corporationt (egy bányászati vállalkozást), ennek és az új kultúrák megérkezése következtében sok fiatal kurtzen elhagyta ősei szokásait, és az emberekhez hasonlóan kezdett élni. Y. u. 4-ben a bolygó teljes lakosságának már csak 5 százalékát alkották a kurtzenek. A bakurai csata idején a Bakura szenátusban a 40 képviselőből alig kettő volt kurtzen. A legtöbben a Bakura bolygó Braad kontinensén laknak.
Néhány kurtzen elhagyta az anyabolygóját. Y. u. 8-ban egyikük részt vett egy tatuini fogathajtó-versenyen.

## Megnevezett kurtzen
- Arrizza – férfi; gyógyító Y. u. 28-ból

## Megjelenésük a könyvekben
A kurtzenekről a „The Truce At Bakura” című regényben olvashatunk először. A „Tatooine Ghost” és a „The New Jedi Order: Force Heretic II: Refugee” című regényekben szintén megvannak e faj képviselői.

## Fordítás
- Ez a szócikk részben vagy egészben a Kurtzen című Wookieepedia-szócikk fordítása. Az eredeti cikk szerkesztőit annak laptörténete sorolja fel.